# Csembalóverseny No. 1 (Mozart)
Wolfgang Amadeus Mozart No.1. F-dúr csembalóversenye a Köchel-jegyzékben a 107/I.. számot viseli.

## Keletkezése, története
Johann Christian Bach ( Londoni Bach ) op. 5. szonátája
alapján billentyűs hangszerre és vonószenekarra írt gyermekkori versenyművek, melyeket Mozart 1772-ben Londonban komponált. Szokás a gyermekkori zongoraversenyek közé is besorolni.

## Ismertség, előadási gyakoriság
Igen kevéssé ismert, ritkán játszott darab. Csembalóversenyként szerepel Ton Koopman és az Amszterdami Barokk Zenekar lemezfelvételén mindhárom mű. Ez a felvétel hangzott el 2006-ban a Mozart-év kapcsán a Magyar Rádió MR3-Bartók Rádiójának Mozart összes művét bemutató sorozatában.